# Эфорие
Эфорие (рум. Eforie) — бальнеогрязевой и приморский климатический курорт в юго-восточном регионе Румынии на берегу Чёрного моря, в 14 километрах к югу от административного центра города-порта Констанца.
Город состоит из двух частей Эфорие Суд и Эфорие Норд (южной и северной), которые расположены вдоль побережья и соединяются между собой узким длинным перешейком. Этот перешеек отделяет Чёрное море от соленого озера Текиргиол, которое омывает город со стороны материка.
Озеро Текиргиол обладает лечебными свойствами. Его сапропелевые грязи помогают при болезнях опорно-двигательного аппарата, кожи, невралгии, используются в гинекологии, косметологии. Такое расположение города привлекает к себе в разгар сезона тысячи туристов.

## История
Город-курорт Эфорие Норд начал существовать на берегу озера Текиргиол, там в 1894 году Попечительским Советом Гражданских Госпиталей Бухареста был построен первый санаторий для лечения пациентов с ревматическими заболеваниями. Этот первый опыт был успешным, а после того как в 1924 году лечебная грязь озера Текиргиол получила высшую награду на международной выставке в Париже, курорт стал активно развиваться и приобретать популярность.
В современной южной части города — Эфорие Суд, которая сейчас является административным центром Эфорие, начиналось все в 1899 году, когда богатый румынский аристократ Йон Мовилэ (Ion Movilă) построил на этом месте первую гостиницу под названием Байле Мовилэ (Băile Movilă) и стал основателем будущего курорта. В 1928 году город был переименован в Кармен-Сильва (Carmen-Sylva) согласно псевдониму королевы Румынии Елизаветы. В 1950 году после установления коммунистического режима, название города было снова изменено на Василе-Ройта (Vasile Roaită), в честь железнодорожного рабочего погибшего во время Гривицкой забастовки в 1933 году. И только в 1962 году город снова получил свое современное название — Эфорие Суд.
А в 1966 году был создан единый город Эфорие путем слияния Эфорие Суд с северным курортом — Эфорие Норд.